# Jônatas
Jônatas Domingos (ur. 29 lipca 1982 w Fortalezie) – brazylijski piłkarz występujący na pozycji pomocnika.
Swoją karierę rozpoczynał w klubie z Inhumas EC, w którym występował w 2000 roku. Później grał w drużynach Tombense FC, CR Flamengo, RCD Espanyol, ponownie Flamengo, Botafogo FR, Figueirense FC, Boavista SC oraz Icasie.
W Campeonato Brasileiro Série A rozegrał 144 spotkania i zdobył 7 bramek. Wystąpił też w 29 meczach Primera División (2 bramki).